# Sportvereniging Dynamo 2022-2023 (maschile)
Questa voce raccoglie le informazioni riguardanti la Sportvereniging Dynamo nelle competizioni ufficiali della stagione 2022-2023.

## Stagione
La Sportvereniging Dynamo partecipa alla stagione 2022-23 con la denominazione sponsorizzata Draisma Dynamo Apeldoorn.
In Eredivisie si piazza al secondo in regular season, andando poi a conquistare lo scudetto. Sempre in ambito nazionale, esce sconfitta sia in finale di Supercoppa olandese che in finale di Coppa dei Paesi Bassi.
A livello europeo è invece di scena in Champions League, dove viene eliminata al secondo turno dei preliminari: retrocede quindi in Coppa CEV, dove si ferma ai trentaduesimi di finale.

## Organigramma societario
Area direttiva
- Presidente: Peter de Vries
- Manager: Bert Timmerman
- Custode: Rob van den Berg, Joop Wijker

Area tecnica
- Allenatore: Redbad Strikwerda
- Assistente allenatore: Ivo Martinovic
- Scoutman: Frank Baak
- Preparatore atletico: Raymond Dirksen

Area sanitaria
- Fisioterapista: Wouter Langendijk

## Rosa
| N° | Nome                | Ruolo | Data di nascita   | Nazionalità sportiva |
| -- | ------------------- | ----- | ----------------- | -------------------- |
| 3  | Joris Berkhout      | P     | 2 ottobre 1999    | Paesi Bassi          |
| 5  | Sjors Tijhuis       | C     | 31 dicembre 2000  | Paesi Bassi          |
| 6  | Niek Tijhuis        | L     | 3 giugno 1998     | Paesi Bassi          |
| 7  | Sil Meijs           | P     | 13 marzo 2002     | Paesi Bassi          |
| 8  | Yannick Bak         | S     | 30 novembre 2001  | Paesi Bassi          |
| 9  | Ricardo Hofman      | S     | 17 luglio 1998    | Paesi Bassi          |
| 10 | Stijn de Ruijter    | O     | 7 marzo 2003      | Paesi Bassi          |
| 13 | Ramon Martinez Gion | S     | 12 settembre 1990 | Paesi Bassi          |
| 14 | Robin Boekhoudt     | C     | 13 marzo 2001     | Paesi Bassi          |
| 15 | Jelle Bosma         | C     | 8 marzo 2003      | Paesi Bassi          |
| 15 | Ruben de Vries      | P     | 4 febbraio 1994   | Paesi Bassi          |
| 16 | Mike van Cooten     | O     | 23 maggio 1999    | Paesi Bassi          |
| 17 | Tijmen Laane        | S     | 2 febbraio 1988   | Paesi Bassi          |
| 18 | Duco Krook          | C     | 18 gennaio 1996   | Paesi Bassi          |
| 20 | Niels Lipke         | L     | 20 dicembre 2002  | Paesi Bassi          |
| 21 | Martijn Brilhuis    | O     | 30 gennaio 2001   | Paesi Bassi          |

## Statistiche

### Statistiche di squadra
| Competizione          | Punti | In casa | In casa | In casa | In trasferta | In trasferta | In trasferta | Totale | Totale | Totale |
| Competizione          | Punti | G       | V       | P       | G            | V            | P            | G      | V      | P      |
| --------------------- | ----- | ------- | ------- | ------- | ------------ | ------------ | ------------ | ------ | ------ | ------ |
| Eredivisie            | 53/26 | 17      | 13      | 4       | 18           | 14           | 4            | 35     | 27     | 8      |
| Coppa dei Paesi Bassi | -     | 2       | 1       | 1       | 2            | 2            | 0            | 5      | 3      | 2      |
| Supercoppa olandese   | -     | -       | -       | -       | -            | -            | -            | 1      | 0      | 1      |
| Champions League      | -     | 2       | 1       | 1       | 2            | 0            | 2            | 4      | 1      | 3      |
| Coppa CEV             | -     | 1       | 0       | 1       | 1            | 0            | 1            | 2      | 0      | 2      |
| Totale                | -     | 22      | 15      | 7       | 23           | 16           | 7            | 47     | 31     | 16     |

### Statistiche dei giocatori
| Giocatore        | Champions League | Champions League | Champions League | Champions League | Champions League | Coppa CEV | Coppa CEV | Coppa CEV | Coppa CEV | Coppa CEV |
| Giocatore        | P                | PT               | AV               | MV               | BV               | P         | PT        | AV        | MV        | BV        |
| ---------------- | ---------------- | ---------------- | ---------------- | ---------------- | ---------------- | --------- | --------- | --------- | --------- | --------- |
| Y. Bak           | 4                | 19               | 15               | 2                | 2                | 2         | 5         | 1         | 0         | 4         |
| J. Berkhout      | 4                | 8                | 1                | 3                | 4                | 2         | 2         | 0         | 1         | 1         |
| R. Boekhoudt     | 4                | 37               | 30               | 7                | 0                | 2         | 2         | 1         | 1         | 0         |
| J. Bosma         | 0                | 0                | 0                | 0                | 0                | 0         | 0         | 0         | 0         | 0         |
| M. Brilhuis      | 4                | 41               | 36               | 3                | 2                | 2         | 22        | 21        | 1         | 0         |
| S. de Ruijter    | 1                | 0                | 0                | 0                | 0                | 0         | 0         | 0         | 0         | 0         |
| R. de Vries      | 0                | 0                | 0                | 0                | 0                | -         | -         | -         | -         | -         |
| R. Hofman        | 4                | 37               | 32               | 2                | 3                | 2         | 11        | 10        | 1         | 0         |
| D. Krook         | 4                | 17               | 11               | 2                | 4                | 2         | 9         | 6         | 2         | 1         |
| T. Laane         | 3                | 7                | 3                | 2                | 2                | -         | -         | -         | -         | -         |
| N. Lipke         | 4                | 0                | 0                | 0                | 0                | 2         | 0         | 0         | 0         | 0         |
| R. Martinez Gion | 4                | 30               | 23               | 4                | 3                | 2         | 14        | 12        | 2         | 0         |
| S. Meijs         | 4                | 4                | 1                | 0                | 3                | 2         | 0         | 0         | 0         | 0         |
| N. Tijhuis       | 1                | 0                | 0                | 0                | 0                | 0         | 0         | 0         | 0         | 0         |
| S. Tijhuis       | 3                | 19               | 10               | 4                | 5                | 2         | 7         | 5         | 2         | 0         |
| M. van Cooten    | 4                | 10               | 10               | 0                | 0                | 2         | 1         | 1         | 0         | 0         |

P = presenze; PT = punti totali; AV = attacchi vincenti; MV = muri vincenti; BV = battute vincenti

NB: Non sono disponibili i dati relativi alla Eredivisie, alla Coppa dei Paesi Bassi e alla Supercoppa olandese